# Descente en rappel
Pour les articles homonymes, voir Rappel.

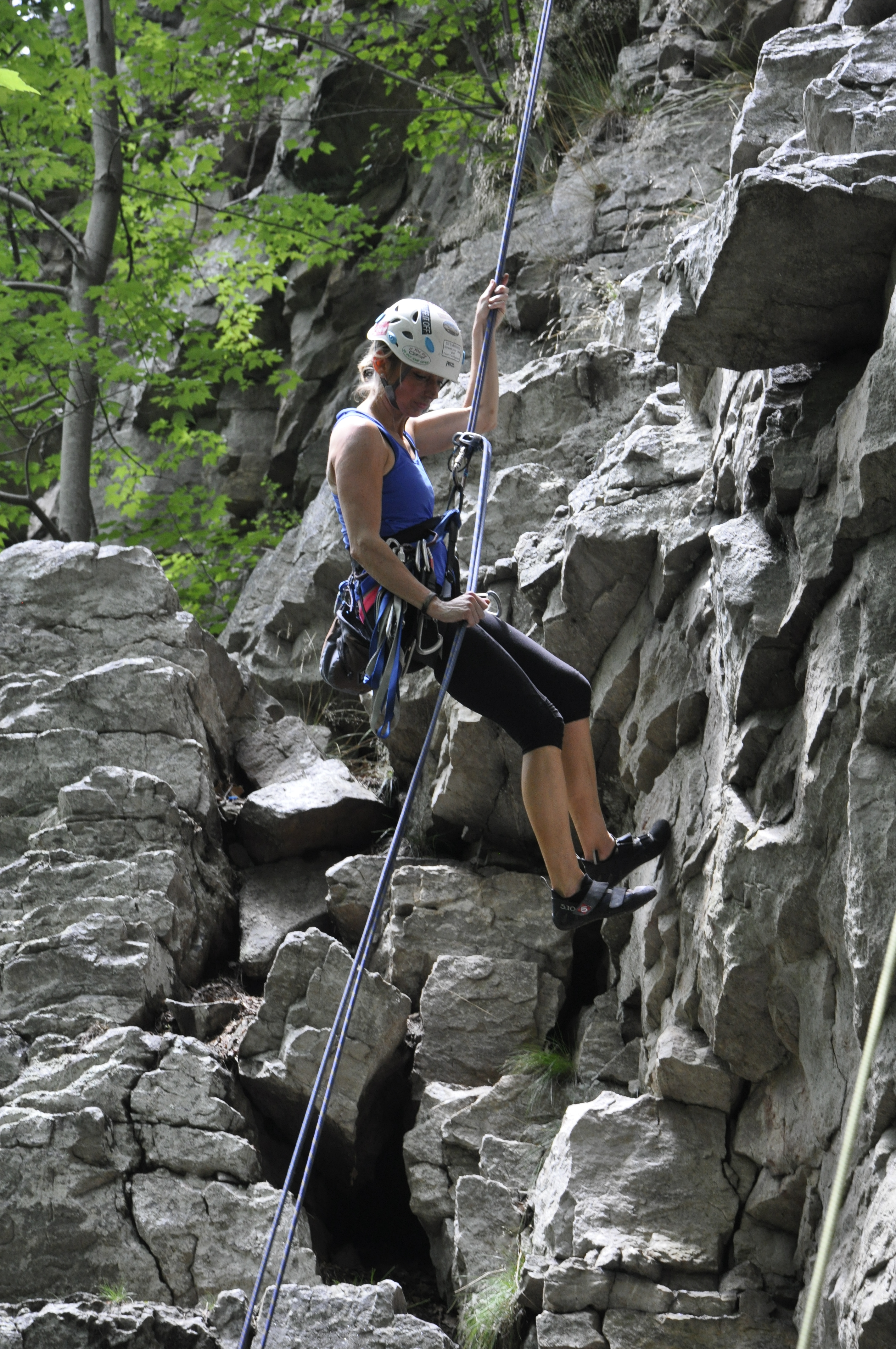
Grimpeuse descendant en rappel le long d'une falaise, sur deux brins de corde sans contre-assurage, avec un système de freinage de type tube.

La descente en rappel est une technique de descente contrôlée à l'aide d'une corde, au contact d'un mur, d'un arbre, d'une paroi rocheuse ou dans le vide. Utilisée principalement en alpinisme, escalade, spéléologie, canyonisme ou grimpe d'arbres, cette technique est aussi pour atteindre depuis le haut des zones difficiles d'accès (secours, maintenance industrielle, construction, inspection, travaux de grande hauteur).
Son appellation vient du fait que l'on peut rappeler la corde après la descente en tirant sur l'un des brins ou un brin plus fin destiné au rappel, pour la récupérer et ne laisser aucun matériel sur place.

## Généralités
À la différence d'une corde fixe, dont l'une des extrémités est ancrée au relais, les brins de la corde de rappel tombent librement de chaque coté de l'anneau ou du maillon rapide de rappel. Elle tient son appellation du fait que l'on peut alors rappeler la corde après la descente en tirant sur l'un des brins ou un brin plus fin destiné au rappel, pour la récupérer et ne laisser aucun matériel sur place.

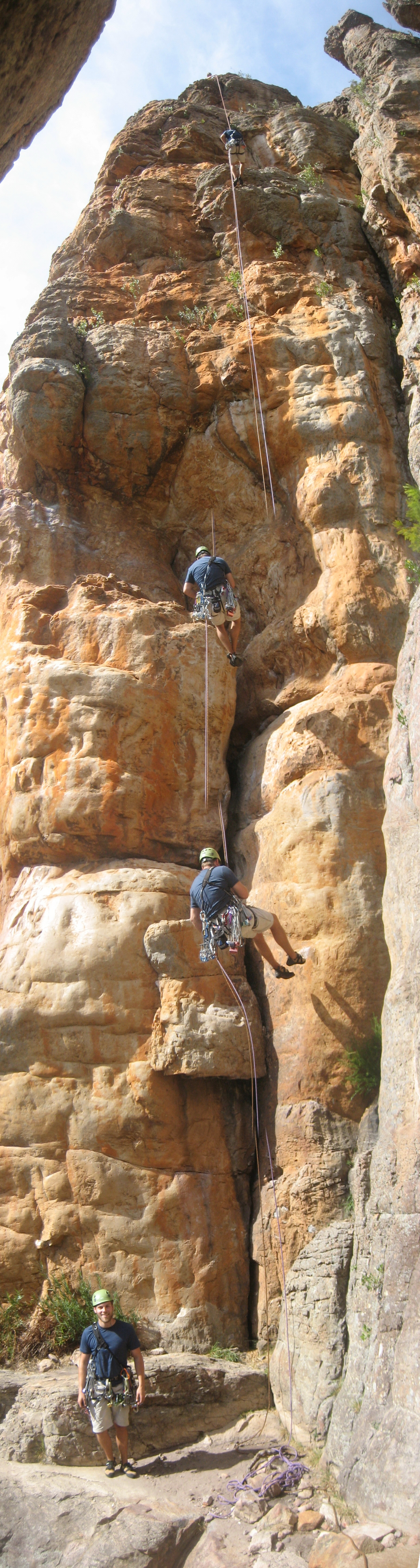
Un panorama en « time-lapse » d'un grimpeur en rappel sur une paroi.

La descente en rappel se pratique le long d'une corde, le plus souvent avec un système de freinage.

## Histoire
L'invention de la technique de descente en rappel est attribuée à Jean Charlet-Straton, un guide chamoniard qui utilisa cette technique pour descendre du Petit Dru après une tentative d'ascension le 13 juillet 1876. Il décrit ainsi son invention dans le récit de la première ascension réussie l'année suivante. 

## Techniques

### Rappel sans descendeur

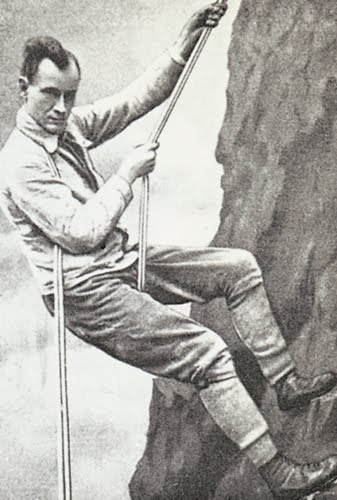
Hans Dülfer vers 1910 utilisant la technique du rappel en S.

Historiquement, les premières techniques de rappel consistaient à descendre avec une corde sans usage ni d'un baudrier, ni d'un descendeur (système de frein). Le freinage est réalisé par la friction de la corde autour du corps du grimpeur qui devra être convenablement protégé (cou, aine), la corde pouvant entraîner des blessures (brûlures) et des déchirures aux vêtements. Ces techniques étaient encore utilisées dans les années 1970 mais ne le sont plus aujourd'hui, sauf dans certaines situations exceptionnelles (dépannage, descente très courte), car jugées moins sûres et confortables que celles nécessitant l'utilisation d'un baudrier et d'un descendeur.
La technique la plus basique, décrite par Jean Charlet-Straton, consiste simplement à descendre en glissant les mains le long de la corde, en marchant à reculons, dos à la pente. Pour des descentes dans le vide, la corde peut être enroulée autour des pieds, à la manière d'une montée de corde.
Le « rappel en S » aussi dénommé « rappel à la Dülfer », consiste à assurer le freinage par le frottement de la corde autour du corps du grimpeur. La corde est disposée en « S » autour du torse du grimpeur : face à la corde, le grimpeur fait passer celle-ci dans un premier temps entre les jambes, la fait ensuite revenir sur la poitrine pour rejoindre l’épaule opposée et enfin la place dans le dos. Pour effectuer le rappel, le grimpeur doit saisir le brin supérieur d'une main (main gauche pour un droitier) pour s'équilibrer sans se crisper et saisir fermement le brin inférieur de l'autre main qui contrôle la vitesse de descente.
Le « rappel suisse » est généralement utilisé pour les pentes de faible inclinaison. La corde est enroulée autour d'un bras, passe le long des épaules puis est enroulée autour de l'autre bras.
Le « rappel sud-africain » est une variante récente du rappel en S ; avec les deux brins répartis de manière symétrique autour du corps. Il est proposé comme système de fortune pour les secours (Afrique), plus sûr et confortable que le rappel en S.

### Rappel avec descendeur

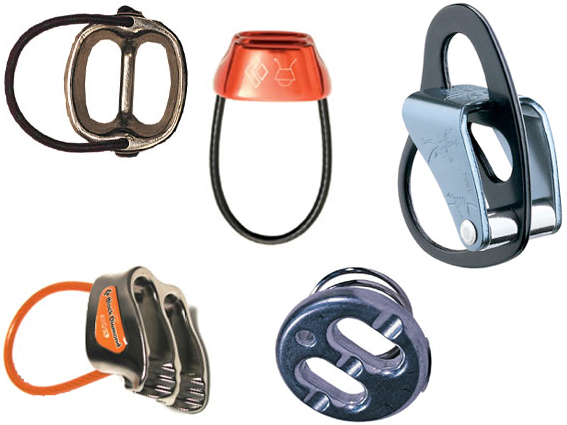
Différents systèmes de type « tube » utilisés en escalade pour l'assurage et la descente en rappel.

Les techniques modernes de rappel utilisent toutes un descendeur, c'est-à-dire un élément mécanique permettant de freiner la corde, relié au baudrier de la personne. L'usage du baudrier et du descendeur se généralise dans les années 1960.
La technique la plus basique et la plus ancienne utilise un simple mousqueton comme descendeur, relié au baudrier, la corde frottant sur le mousqueton par l'intermédiaire d'un nœud de demi-cabestan. Cette technique, utilisée parfois en alpinisme (rappel court, dépannage) a tendance à vriller la corde. D'autres types de descendeurs mécaniques sont aujourd'hui privilégiés selon les disciplines : les descendeurs de type « huit », « tube » ou « plaquette », jusqu'à des descendeurs dits « auto-bloquants » munis de systèmes de freinage assisté.

#### Troisième main de sécurité
Pour améliorer la sécurité, le dispositif est complété par un système autobloquant ou ficelou tressé autour de la corde, qui stoppe la descente si la personne lâche les mains. Ce système faisant office de bloqueur sous tension est composé d'un mousqueton de sécurité munis d'un anneau de cordelette statique tressé autour de la corde de rappel avec un nœud auto-bloquant (Machard, prusik...). L'installation du mousqueton du système auto-bloquant au pontet du harnais nécessite alors l'installation du descendeur sur une longe indépendante, positionnant le descendeur au-dessus sans risque d'interaction ou de gène entre les deux systèmes.

#### Rappel australien

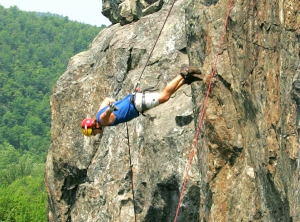
Descente en falaise à l'aide de la technique du rappel australien.

Le rappel australien est une technique de rappel avec le corps faisant face à la pente et au sol, dérivée de celle utilisée par l'Armée australienne dans les années 1960. Cette technique est principalement utilisée pour les assauts (police, armée) sur des édifices urbains (immeubles) : elle facilite la surveillance et le tir vers le sol (appui feu extérieur) ainsi qu'un meilleur passage des fenêtres (protection, acquisition et tir, effraction). La corde coulisse dans un descendeur fixé sur une boucle à l'arrière d'un harnais spécial. Des systèmes mécaniques auto-bloquants permettent de freiner ou arrêter la descente en cas de défaillance ou pour libérer les mains pour une action de tir.
Plus rarement, cette technique est utilisée en Australie à partir de 1989 pour une pratique de loisir de « saut encordé » depuis des ponts ou des immeubles.

## Différents usages

### En escalade
La corde est passée dans un mousqueton de sécurité (ou tout autre dispositif disposant d'au moins 2 points d'ancrages reliés entre eux) et dans le système de freinage assurant le contrôle de la descente (huit, plaquette, gri-gri, Reverso, bug) attaché au baudrier par un mousqueton à vis (pour la sécurité).
La longueur de corde utile est réduite de moitié. Généralement les deux brins de la corde sont utilisés pour la descente. Lorsque ce n'est pas le cas, l'autre brin possède un nœud pour empêcher la corde de partir du point d'ancrage; la corde peut être ainsi rappelée après la descente en tirant sur le bon brin.

### En spéléologie
En spéléologie, la descente se fait souvent sans donner la possibilité de rappeler la corde (on appelle quand même cela une descente en rappel). La corde est laissée sur place pour pouvoir remonter par le même chemin. Une extrémité de la corde est fixée à la roche par au moins deux points d'ancrage (spits et plaquettes, anneaux de sangle autour d'un bloc, etc.), et l'autre extrémité, munie d'un nœud de sécurité, pend dans le vide. Les pratiquants descendent donc sur corde simple en utilisant un descendeur. Contrairement au rappel en escalade, les règles de sécurité interdisent tout frottement de la corde sur la roche. Il peut donc être nécessaire de fractionner la descente par des amarrages intermédiaires. Le passage de fractionnements nécessite, tant à la descente qu'à la montée, un apprentissage préalable.

#### Cas du rappel de corde
En spéléologie, lorsqu'il y a nécessité de rappeler la corde, le même système peut être utilisé que celui utilisé en escalade. Le rappel peut également se faire avec une cordelette, ce qui permet, avec un montage approprié, de laisser une cordelette en place pour pouvoir remettre une corde afin de remonter. Il s'agit d'une technique de pointe permettant d'alléger les sacs, mais qui ne doit être utilisée que par des personnes très expérimentées.

### En canyonisme
En canyonisme, la technique courante est une descente sur un seul brin de corde, l'autre étant bloqué par un nœud ou un système éjectable (nœud de demi-cabestan dans un mousqueton, descendeur en huit en butée...), ce qui laisse la possibilité de rappeler la corde depuis le bas après la descente du dernier. La partie « en double » est stockée dans un sac au niveau de l'amarrage ; le dernier le descend avec lui en déroulant ainsi la corde de rappel qui permettra d'éjecter le système de verrouillage.